# Josep Maria Pla i Dalmau
Josep Maria Pla i Dalmau (Girona, 1904-1981) va ser un farmacèutic, historiador i editor català.
Es doctorà a la Universitat de Barcelona i exercí la professió a Girona. S'ocupà d'estudià més de cinquanta mostres pol·líniques de la flora catalana en Polen (1961), un extens tractat de palinologia. Entre moltes altres obres, és autor de La farmacia del Hospital provincial de Gerona (1971), Aportación a la historia de la farmacia gerundense en los últimos cien años (1972), La farmacia de Llivia (1974), La experiencia farmacológica a través de la historia... (1965) o Comentarios sobre la influenza... (1972). També ha escrit diverses obres didàctiques i escolars. Fou membre de la Reial Acadèmia de Farmàcia de Catalunya i de la Reial Acadèmia de la Història de Madrid.